# Cachiyacuy kummeli
Cachiyacuy kummeli es una especie extinta de roedor de pequeño tamaño que vivió  durante el Eoceno en Suramérica hace aproximadamente 41 millones de años. Fue encontrado al norte de Perú en la Formación Yahuarango. Se estima que su masa corporal era de aproximadamente entre 30 - 40 g. Es posible que este sea el registro más antiguo de roedores en Suramérica.

## Descripción
Cachiyacuy kummeli (masa corporal estimada en 30–40 g) es aproximadamente un 30% más pequeño que C. contamanensis. Los molares tienen crestas transversales ligeramente más delgadas y los cúspides son más salientes que en C. contamanensis.

## Etimología
Dedicado a Bernhard Kummel, el geólogo que describió por primera vez la sección de Cachiyacu en la década de 1940.
- Datos: Q64849329

1. 1 2  Antoine, P.-O.; Marivaux, L.; Croft, D. A.; Billet, G.; Ganerod, M.; Jaramillo, C.; Martin, T.; Orliac, M. J. et al. (12 de octubre de 2011). «Middle Eocene rodents from Peruvian Amazonia reveal the pattern and timing of caviomorph origins and biogeography». Proceedings of the Royal Society B: Biological Sciences 279 (1732): 1319-1326. ISSN 0962-8452. doi:10.1098/rspb.2011.1732. Consultado el 25 de junio de 2019.